# Эралиев, Арсен Кадырбаевич
Арсе́н Кадырба́евич Эрали́ев (кирг. Арсен Кадырбай уулу Эралиев; 1987 год ) — киргизский борец греко-римского стиля,чемпион азии,мастер спорта Кыргызской Республики международного класса.

## Карьера
Родился в Бакай-Атинском районе Таласской области. Начал заниматься борьбой в спортзале родного села Озгёрюш. Первым тренером был Камбар Исмаилов. В 2000 году переехал в Бишкек и поступил в Республиканское училище олимпийского резерва. Занимался у заслуженного тренера Кыргызстана Мейрамбека Ахметова.
В 2006 году стал чемпионом Азии среди молодежи. В 2007 году повторил свой успех на молодёжном чемпионате Азии, а также завоевал бронзу на молодёжном чемпионате мира. В 2008 году стал серебряным призёром молодёжного чемпионата мира.
С 2009 года — член сборной Кыргызстана.
Чемпион Азии 2011 года. Бронзовый призёр чемпионата Азии 2013 и 2015 годов.
Участник Олимпиады 2012 года. Лицензию на Олимпиаду завоевал, выиграв серебро на квалификационном турнире по борьбе в Хельсинки (Финляндия). На олимпийском турнире выбыл из борьбы в 1/8 финала, проиграв будущему олимпийскому чемпиону — иранцу Хамиду Сориану.
Завоевал путёвку на Олимпиаду 2016 года, заняв 5-е место на чемпионате мира 2015 года. В настоящее время тренируется у Канатбека Бегалиева — серебряного призёра Олимпиады — 2008.
В 2011 году был признан лучшим спортсменом Таласской области. Также был включён в список лучших спортсменов республики. В 2015 году был включён в аналогичный список.